# 鼠尾蛆
鼠尾蛆（Rat-tailed maggots）是食蚜蝇科管蚜蠅亞科部分物種的幼体，一般都屬於Eristalini或 Sericomyiini這兩個族（見食蚜蠅科分類）。這些幼蛆的一個特徵為其鼠尾狀的呼吸虹管，位於其身體後方的氣孔，連往牠們的後氣孔。這條管的作用就好像浮潛時用來呼吸的呼吸管的作用，讓幼蛆在潛泳時仍能呼吸空氣。虹管的長度與其身長相約，成熟時約20 mm（0.79英寸）長，但最長可達150 mm（5.9英寸）。最常見的鼠尾蛆是長尾管蚜蠅（Eristalis tenax）的蛆。

## 棲息地
這些幼蛆都以腐敗中的動植物為食。常見於污水池或化糞池。

## 商業用途
鼠尾蛆有被當作鱼饵來飼養。這種特别的鱼饵頗受冰钓愛好者歡迎。

## 人類感染
儘管機會頗低，但仍然有因鼠尾蛆引發的人類腸道蠅蛆病的報告，基本上只見於非洲或印度等衛生環境較差的地區。病徵從輕微得沒有明顯病徵，到有腹痛、恶心、呕吐或pruritus ani（肛門搔癢症）。感染途徑很可能是吞吃了受污染的食物或水，但亦有質疑指鼠尾蛆不可能在消化道内存活。 Fritz Konrad Ernst Zumpt提出一種另類的「直腸蠅蛆感染」（rectal myiasis）：蚜蠅被糞便吸引，在患者的肛门裡或附近產下蟲卵或幼蛆，然後蠅蛆沿着直腸爬進患者的腸道。這些蠅蛆能以糞便為食，只要牠們的呼吸虹管能夠伸出肛門透氣。

## 圖庫
- Eristalis tenax larva
- E. tenax larva
- 在澳大利亚的一條未辨識的鼠尾蛆
- 在菲律宾的一條未辨識的鼠尾蛆

## 外部連結
- YouTube上的Rat tailed maggot

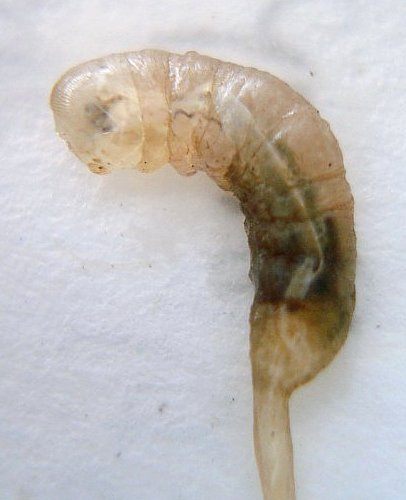
一條長尾管蚜蠅（Eristalis tenax）的幼蟲

- Rat-tailed maggot （页面存档备份，存于） on the UF / Institute of Food and Agricultural Sciences Featured Creatures Web site